# Leiopicus mahrattensis
Leiopicus mahrattensis е вид птица от семейство Picidae.

## Разпространение
Видът е разпространен в Бангладеш, Виетнам, Индия, Камбоджа, Лаос, Мианмар, Непал, Пакистан, Тайланд и Шри Ланка.